# Nie znasz mnie
Nie znasz mnie – drugi album Eweliny Flinty wydany 21 marca 2005. Teksty na płytę, oprócz samej wokalistki napisały Anna Saraniecka oraz Justyna Kom, natomiast za produkcję odpowiedzialni są Krzysztof Palczewski, Leszek Kamiński oraz Tomasz Bonarowski.
Płyta dotarła do szóstego miejsca listy OLiS. 

## Lista utworów
Opracowano na podstawie materiału źródłowego.
1. "Poczekam" (muz. E. Flinta, R. Zagajewski, J. Chilkiewicz, słowa: J. Korn) – 4:09
2. "Nie znasz mnie" (muzyka: E. Flinta, R. Zagajewski, słowa: E. Flinta) – 3:49
3. "Jak przepowiednia" (muzyka: J. Chilkewicz, słowa: A. Saraniecka) – 3:50
4. "Wiele jest dróg" (muzyka: R. Zagajewski, słowa: J. Korn) – 3:54
5. "Tak zrób" (muzyka: E. Flinta, J. Chilkiewicz, W. Wójcicki, słowa: J. Korn) – 2:22
6. "Nieskończona historia" (muzyka: E. Flinta, J. Chilkiewicz, słowa: J. Korn) – 4:11
7. "Chroń mnie" (muzyka: E. Flinta, J. Chilkiewicz, W. Wójcicki, słowa: A. Saraniecka) – 4:16
8. "Kusiciel" (muzyka: E. Flinta, J. Chilkiewicz, słowa: E. Flinta, A. Bartosik) – 2:50
9. "Nie widać moich łez" (E. Flinta, W. Wójcicki, P. Gawroński, J. Chilkiewicz, słowa: A. Saraniecka) – 3:28
10. "Stąd do wczoraj" (muzyka: E. Flinta, R. Zagajewski, słowa: J. Korn) – 3:17
11. "Odejdę" (muzyka: E. Flinta, R. Zagajewski, słowa: E. Flinta) – 3:36
12. "Oni" (muzyka: E. Flinta, R. Zagajewski, J. Chilkiewicz, słowa: J. Korn) – 3:31
13. "Laura" (muzyka: E. Flinta, R. Zagajewski, słowa: E. Flinta) – 3:15
14. "Uwierz" (muzyka: R. Zagajewski, słowa: E. Flinta) – 4:05
15. "Odkryj mnie" (muzyka: E. Flinta, R. Zagajewski, słowa: J. Korn) – 4:08